# Gian Pietro Gaffori

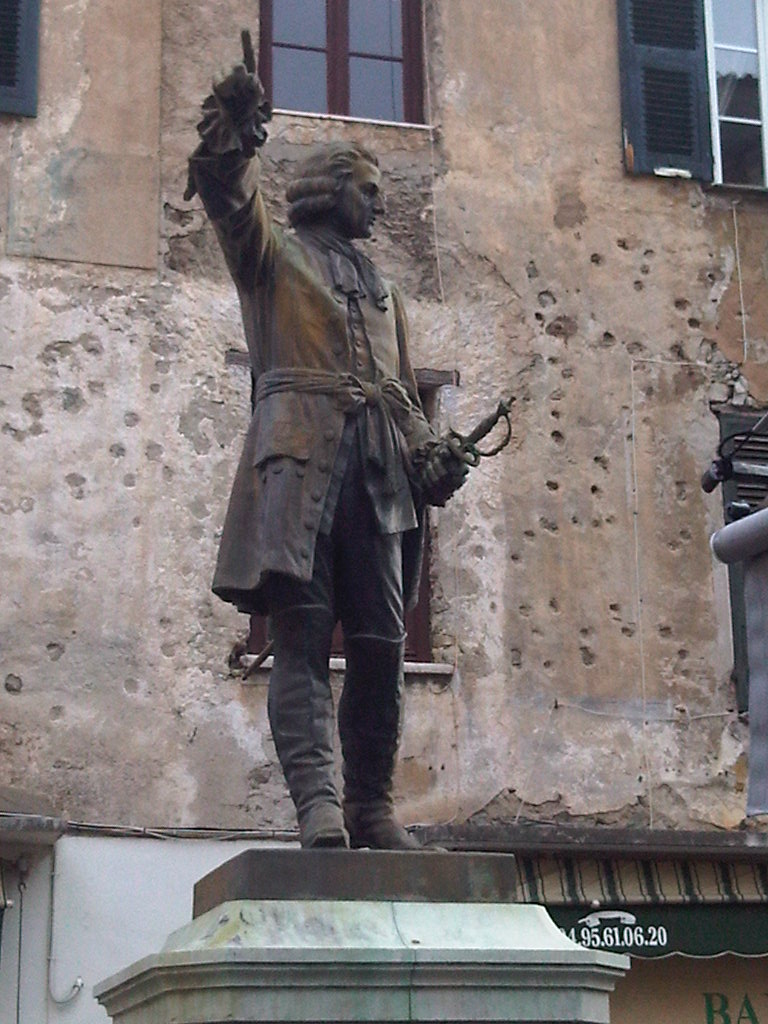
Standbeeld van Gaffori in Corte

Gian Pietro Gaffori (Corsicaans: Ghjuvan Petru Gaffori, Frans: Jean-Pierre Gaffory) (Corte, 1704 - aldaar 3 oktober 1753) was een Corsicaans patriot.

## Levensloop
Hij leidde samen met Giacinto Paoli een opstand tegen het Genuese bestuur van Corsica in 1733, die leidde tot het uitroepen van de onafhankelijkheid in januari 1735 en de stichting van het Koninkrijk Corsica op 15 april 1736. Gaffori maakte deel uit van de regering van koning Theodoor van Neuhoff. Eind 1736 haalden de Genuezen de overhand en de koning en de meeste opstandelingen vluchtten naar het buitenland. In 1746 slaagde Gaffori erin Corte te veroveren op de Genuezen. Hij werd in 1753 neergeschoten in een hinderlaag.

## Nalatenschap
Een plein in Corte is naar Gaffori genoemd en daar werd een bronzen standbeeld voor hem opgericht.